# 23 september
23 september is de 266ste dag van het jaar (267ste dag in een schrikkeljaar) in de gregoriaanse kalender. Hierna volgen nog 99 dagen tot het einde van het jaar.

## Gebeurtenissen
- Algemeen
  - 1907 - Grote brand in woningcomplex aan de Marnixstraat te Amsterdam, 8 doden.
  - 1913 - Roland Garros vliegt als eerste over de Middellandse Zee van Europa naar Noord-Afrika.
  - 1990 - Zwitserse kiezers keren zich in een referendum tegen de sluiting van kerncentrales en een volledig verbod op de bouw van nieuwe.
  - 1994 - In de Filipijnen vallen zeker dertien doden als een door regenval veroorzaakte lawine van vulkanisch gesteente omlaag komt van de vulkaan Pinatubo.

- Criminaliteit en veiligheid
  - 1875 - William Bonney ("Billy the Kid") wordt voor de eerste keer gearresteerd.
  - 2008 - Bij een schietpartij in Kauhajoki, Finland, komen 11 mensen om, waaronder de dader.

- Economie
  - 2019 - Neckermann Reizen, Vrij Uit en Thomas Cook zijn failliet verklaard.

- Infrastructuur
  - 2023 - Een modderstroom verwoest een honderden meters lang weggedeelte van de E6 tussen het Zweedse Göteborg en de Noorse hoofdstad Oslo. Het incident veroorzaakt 3 gewonden.[1]

- Kunst en cultuur
  - 1938 - De Ara Pacis Augustae wordt voor de tweede keer in zijn bestaan ingewijd. Sindsdien is het een van de beroemdste Romeinse monumenten.
  - 1982 - Première van De smaak van water, een film van Orlow Seunke.

- Media
  - 1889 - Het Japanse bedrijf Nintendo wordt opgericht in Kyoto. Eerst richt de bekende gamefabrikant zich op het maken van hanafuda-kaarten.
  - 1962 - Het Amerikaanse ABC zendt de eerste aflevering uit van The Jetsons, een tekenfilmserie die zich in de toekomst afspeelt.[2]

- Oorlog
  - 490 v.Chr. - Slag bij Marathon, oorsprong van de marathonlangeafstandsrace, de eerste keer gelopen door Phidippides.
  - 1459 - Slag bij Blore Heath, de eerste grote strijd tijdens de Engelse Rozenoorlog.
  - 1941 - Eerste gasexperimenten in Auschwitz.
  - 1990 - Golfoorlog - Irak haalt de munteenheid van Koeweit, de Koeweitse dinar, uit omloop.
  - 1998 - De Veiligheidsraad keurt resolutie 1199 goed. Daarin wordt een wapenstilstand bepleit en worden de Servische troepen opgeroepen om Kosovo te verlaten.

- Politiek
  - 1122 - Concordaat van Worms wordt gesloten.
  - 1868 - Puerto Rico verklaart zich onafhankelijk van Spanje.
  - 1932 - Het koninkrijk Hedjaz en het sultanaat Nadjd worden samengevoegd tot het koninkrijk Saoedi-Arabië.
  - 1952 - Richard Nixon houdt zijn "Checkers"-toespraak (genoemd naar zijn cockerspaniël Checkers)
  - 1973 - Juan Perón komt opnieuw aan de macht in Argentinië.
  - 1990 - Frederik Willem de Klerk brengt een bezoek aan de Verenigde Staten. Hij is de eerste Zuid-Afrikaanse president die een bezoek brengt aan het land sinds de invoering van de apartheid.
  - 2010 - Uit een peiling blijkt dat bijna de helft van de Roemenen vindt dat zij er beter aan toe waren, toen de stalinistische dictator Nicolae Ceaușescu hun land bestuurde.
  - 2011 - President Hugo Chávez van Venezuela heeft zijn chemokuren goed doorstaan, zegt hij bij terugkeer in de hoofdstad Caracas.
  - 2012 - De oppositie in Wit-Rusland boycot de parlementsverkiezingen in de voormalige Sovjet-staat.

- Religie
  - 1122 - Concordaat van Worms, die het geschil beslecht van de investituurstrijd.
  - 1513 - Paus Leo X creëert vier nieuwe kardinalen, onder wie de Italiaanse aartsbisschop van Florence Giulio de' Medici.
  - 1783 - Oprichting van het rooms-katholieke apostolisch vicariaat Zweden.

- Sport
  - 1919 - Oprichting van de Portugese omnisportvereniging CF Belenenses.
  - 1956 - Het Nederlands vrouwenvoetbalelftal speelt de eerste officieuze interland. In en tegen West-Duitsland wordt met 2-1 verloren.
  - 1983 - Gerrie Coetzee uit Zuid-Afrika wordt de eerste Afrikaanse zwaargewicht bokskampioen in de geschiedenis wanneer hij verdedigend kampioen Michael Dokes verslaat.
  - 2004 - Richard Virenque zet een punt achter zijn wielercarrière.
  - 2017 - Chantal Blaak is wereldkampioen geworden bij de wegwedstrijd bij de WK wielrennen in Bergen. Tijdens dit WK is dat al de derde gouden plak voor Nederland.
  - 2023 - De Nederlandse wielrenster Mischa Bredewold wint de wegwedstrijd bij de Europese Kampioenschappen wielrennen in de Nederlandse provincie Drenthe. Landgenote Lorena Wiebes legt beslag op de tweede plaats, net voor de Belgische Lotte Kopecky.[3]

- Wetenschap en technologie
  - 1846 - Ontdekking van Neptunus door de Duitse astronomen Johann Galle en Heinrich d'Arrest o.b.v. voorspellingen die de Franse astronoom Urbain Le Verrier en de Britse astronoom John Couch Adams eerder onafhankelijk van elkaar hadden gemaakt.[4]
  - 1884 - Herman Hollerith patenteert zijn mechanische optelmachine.
  - 1999 - NASA laat weten dat ze het contact met de Mars Climate Orbiter verloren hebben.[5]
  - 2021 - In een artikel in het wetenschappelijk tijdschrift Science melden onderzoekers dat menselijke voetafdrukken die enkele jaren geleden al ontdekt zijn in het White Sands National Park in New Mexico (VS) een sterke aanwijzing vormen dat er daar tussen de 23.000 en 21.000 jaar geleden tijdens de laatste grote ijstijd al mensen leefden. Tot nu toe nam men aan dat dit pas 16.000 tot 13.000 jaar geleden het geval zou zijn geweest. De onderzoekers willen eerst hun bevindingen nog aanvullend bewezen zien.[6][7][8]

## Geboren

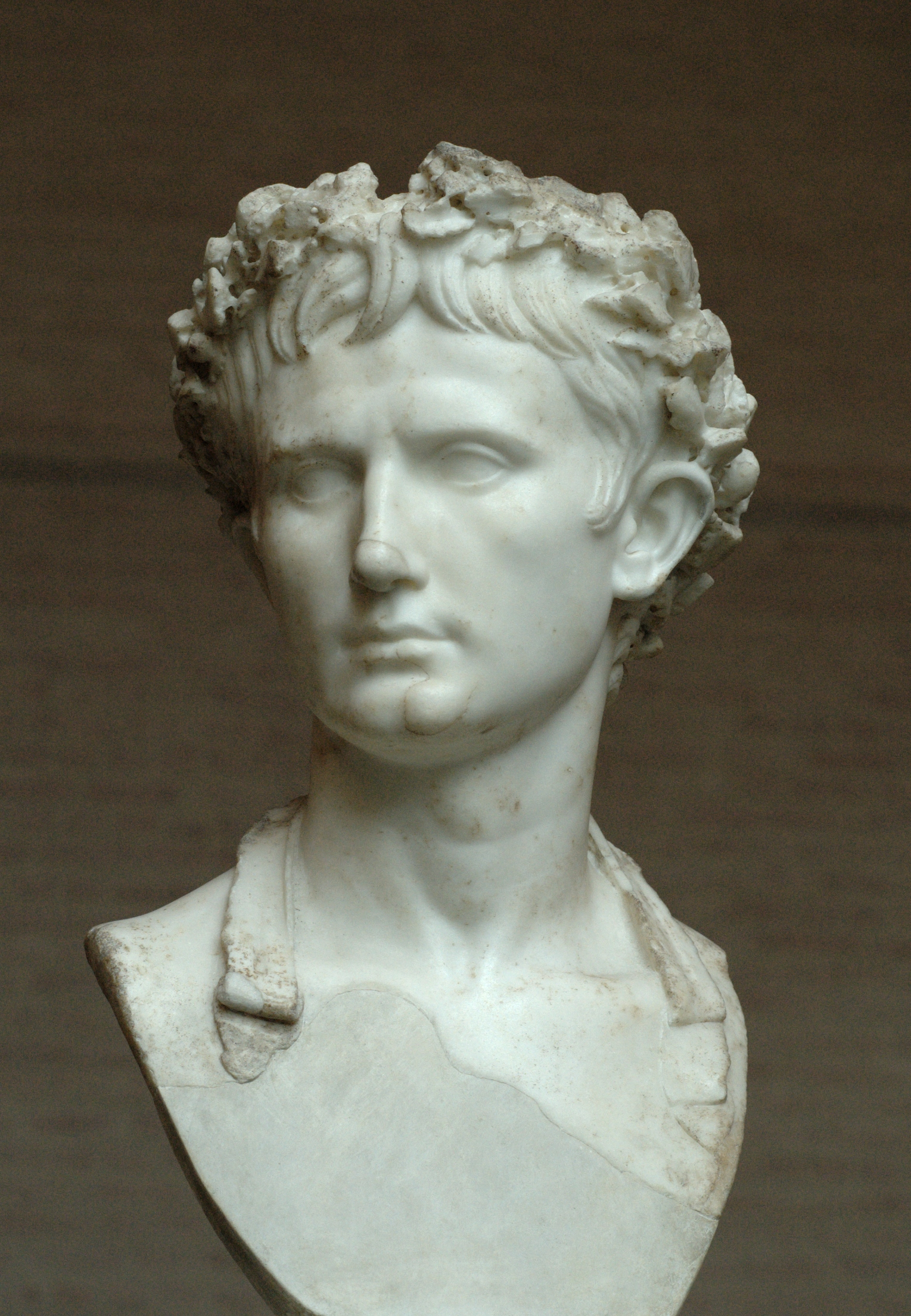
Augustus,
geboren in 63 v.Chr.

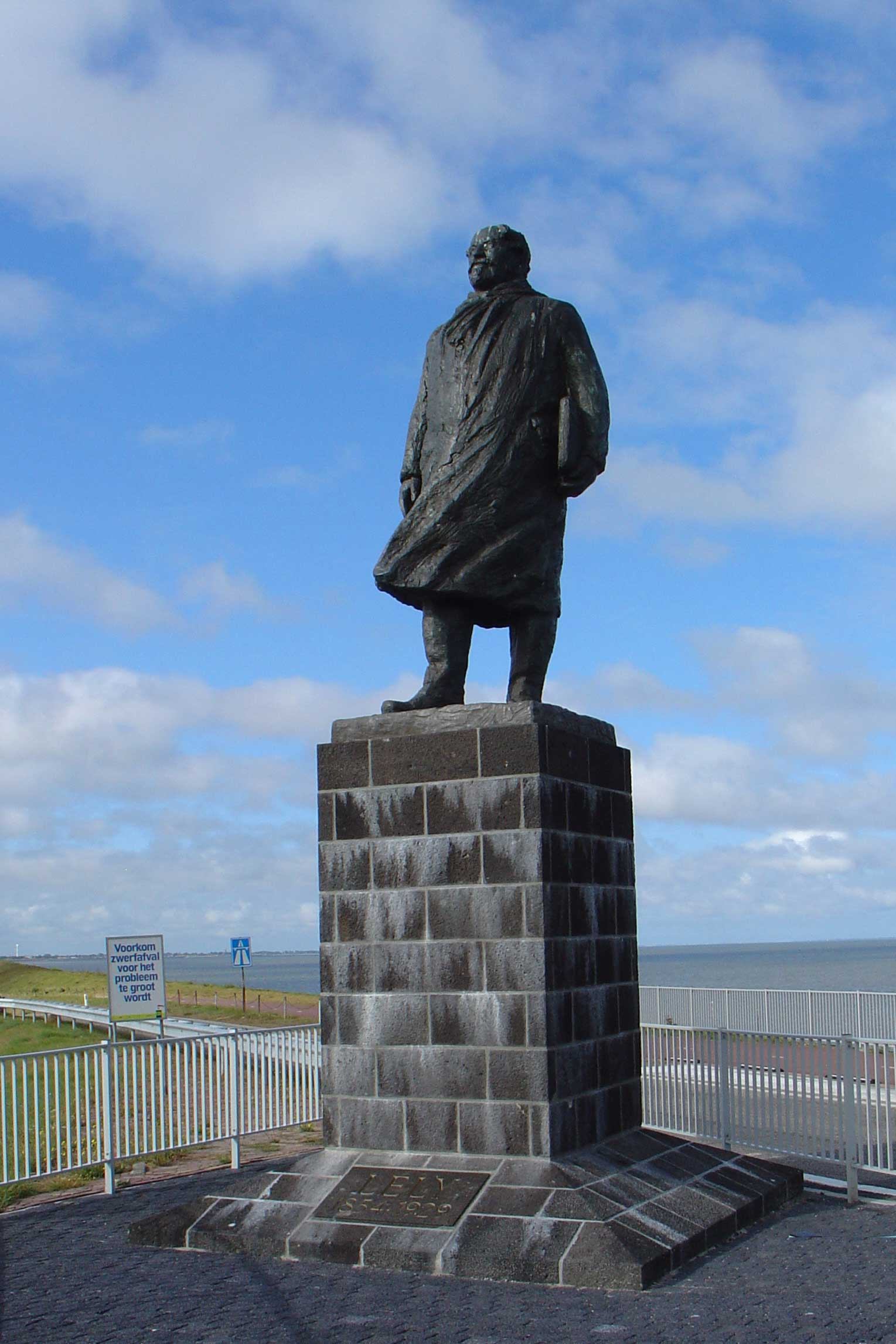
Cornelis Lely,
geboren in 1854

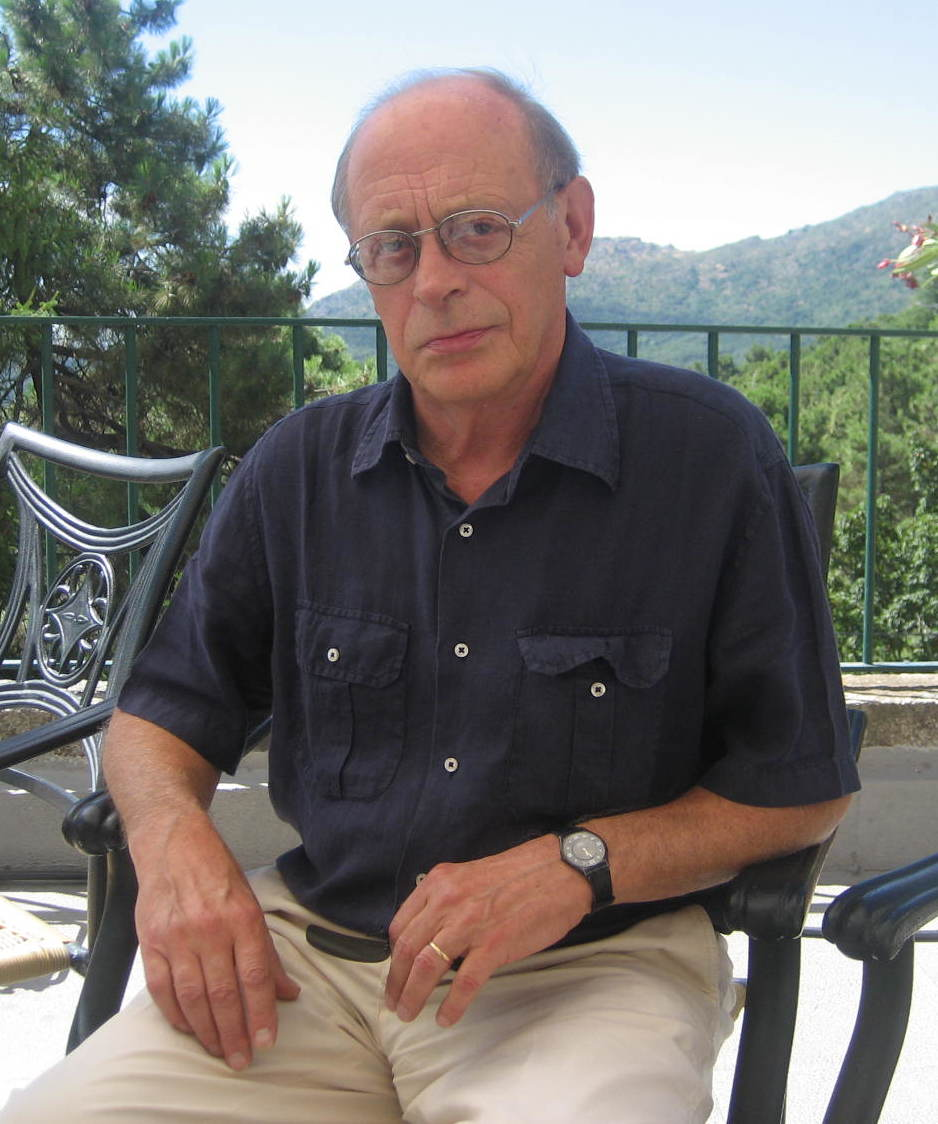
Antonio Tabucchi,
geboren in 1943

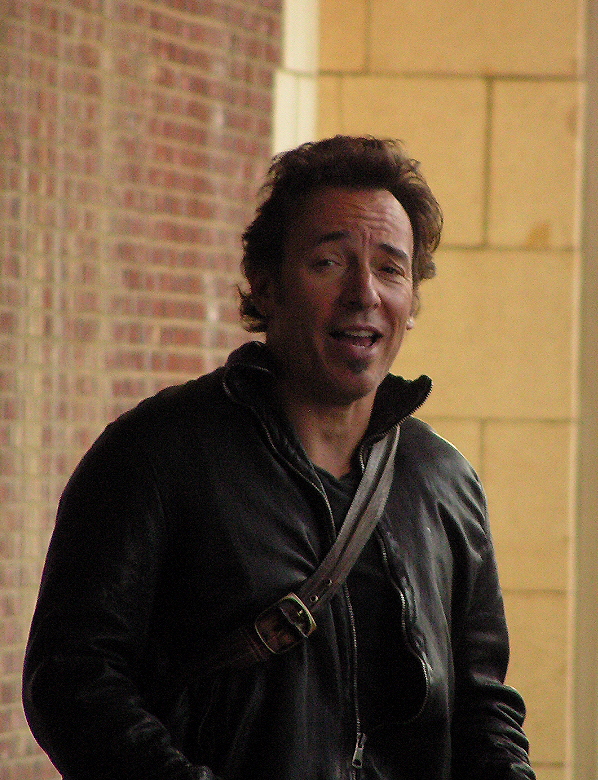
Bruce Springsteen,
geboren in 1949

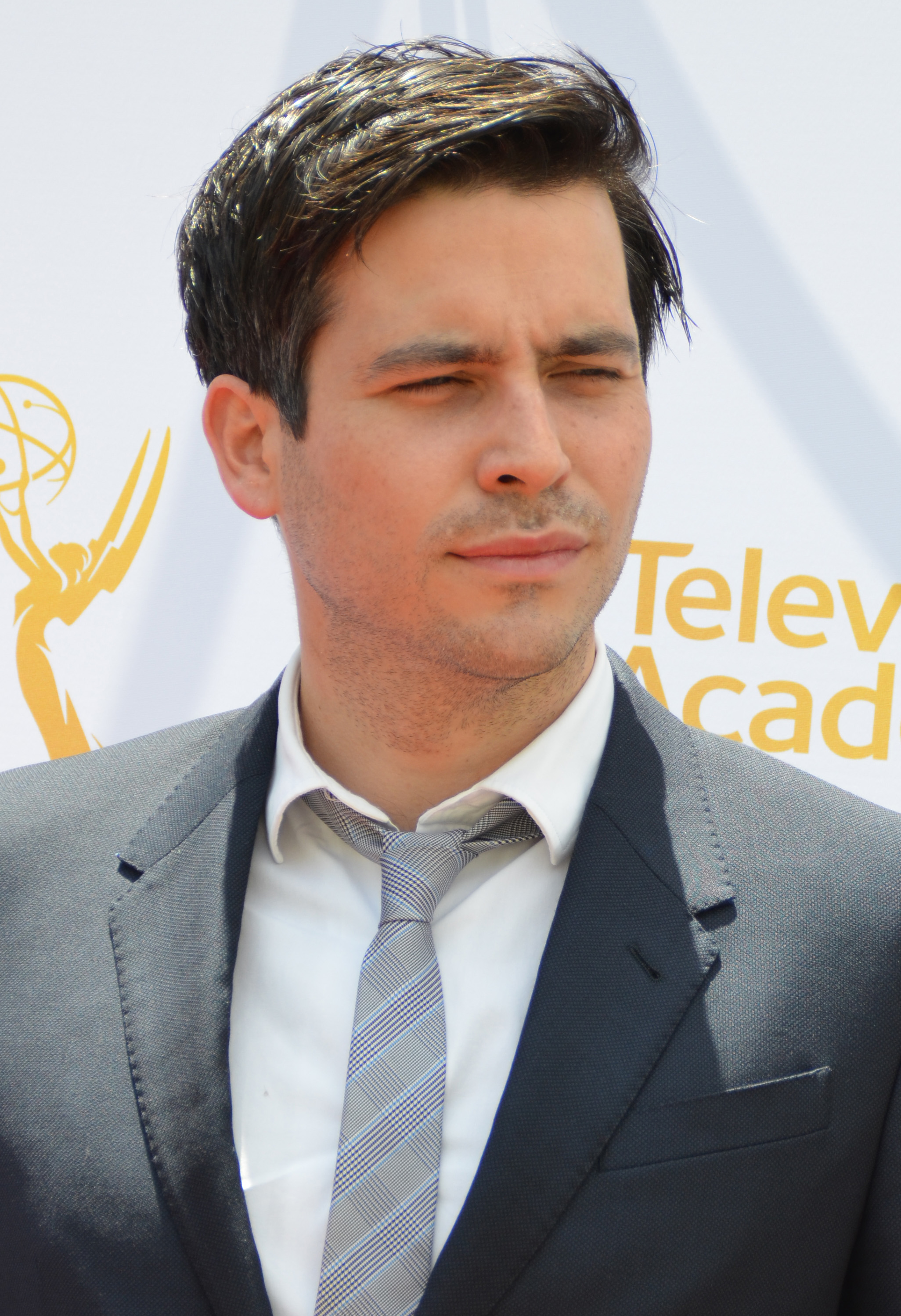
Robert James-Collier,
geboren in 1976

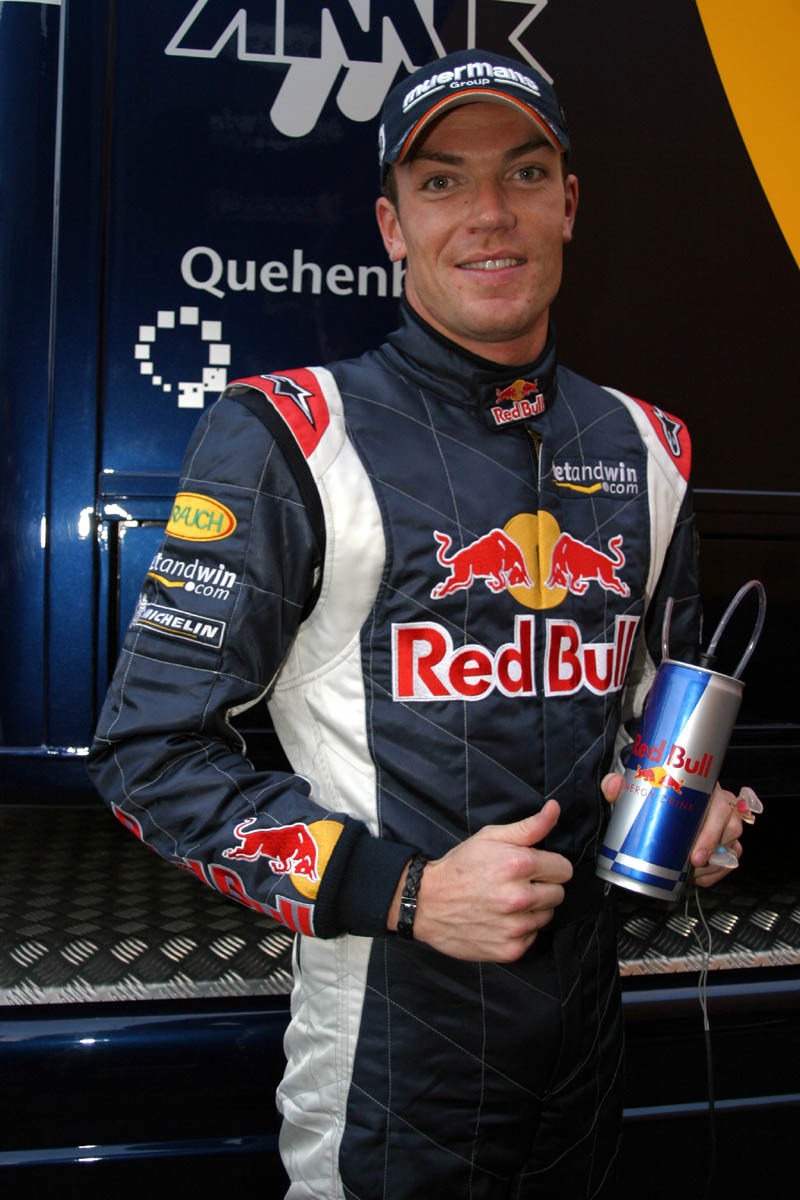
Robert Doornbos,
geboren in 1981

- 63 v.Chr. - Imperator Caesar Augustus, princeps van Rome (overleden 14)
- 1215 - Koeblai Khan, Mongools Khan en Chinees keizer (overleden 1294)
- 1392 - Filippo Maria Visconti, regent van Pavia en hertog van Milaan (overleden 1446)
- 1650 - Jeremy Collier, Engels geestelijke en toneelcriticus (overleden 1726)
- 1713 - Ferdinand VI, koning van Spanje (overleden 1759)
- 1791 - Johann Encke, Duits astronoom (overleden 1865)
- 1819 - Hippolyte Fizeau, Frans natuurkundige (overleden 1896)
- 1838 - Victoria Woodhull, Amerikaans activiste en politica (overleden 1927)
- 1854 - Cornelis Lely, Nederlands politicus (overleden 1929)
- 1861 - Mary Elizabeth Coleridge, Engels schrijfster (overleden 1907)
- 1864 - Lodewijk van Deyssel, Nederlands literator (overleden 1952)
- 1865 - Emma Orczy, Hongaars schrijfster (overleden 1947)
- 1871 - František Kupka, Tsjechisch-Frans schilder (overleden 1957)
- 1874 - Francis Lane, Amerikaans atleet (overleden 1927)
- 1882 - Fernand Augereau, Frans wielrenner (overleden 1958)
- 1884 - Helmut Röpnack, Duits voetballer (overleden 1935)
- 1890 - Friedrich Paulus, Duits veldmaarschalk (overleden 1957)
- 1891 - Gösta Holmér, Zweeds atleet (overleden 1983)
- 1893 - Jean Hoffman, Belgisch waterpoloër (overlijdensdatum ongekend)
- 1897 - Paul Delvaux, Belgisch schilder (overleden 1994)
- 1899 - Odd Grüner-Hegge, Noors dirigent/componist (overleden 1973)
- 1899 - Tonny van Haeren, Nederlands voetballer (overleden 1976)
- 1900 - Bill Stone, Engels oorlogsveteraan (overleden 2009)
- 1901 - Jaroslav Seifert, Tsjechisch schrijver, dichter en journalist (overleden 1986)
- 1907 - Rodrigo Alfredo de Santiago, Spaans componist, dirigent en muzikant (overleden 1985)
- 1913 - Carl-Henning Pedersen, Deens kunstschilder (overleden 2007)
- 1913 - Sándor Tarics, Hongaars waterpolospeler (overleden 2016)
- 1915 - Finn Arnestad, Noors componist (overleden 1994)
- 1915 - Pearl Perlmuter, Amerikaans-Nederlands beeldhouwster (overleden 2008)
- 1915 - Leni Saris, Nederlands kinderboekenschrijfster (overleden 1999)
- 1916 - Aldo Moro, Italiaans politicus (overleden 1978)
- 1917 - Imre Németh, Hongaars atleet (overleden 1989)
- 1918 - Salvatore Pappalardo, Italiaans kardinaal-aartsbisschop van Palermo (overleden 2006)
- 1920 - Gerard Buyl, Belgisch wielrenner (overleden 1993)
- 1920 - Mickey Rooney, Amerikaans acteur (overleden 2014)
- 1920 - Jevgeni Sokolov, Russisch psychofysioloog (overleden 2008)
- 1920 - Ovadia Yosef, Israëlisch rabbijn (overleden 2013)
- 1923 - Ferdinand De Bondt, Belgisch politicus (overleden 2014)
- 1923 - Leo Hendrikx, Nederlands Engelandvaarder (overleden 2023)
- 1923 - Socorro Ramos, Filipijns ondernemer
- 1925 - Angelo Acerbi, Italiaans aartsbisschop
- 1926 - John Coltrane, Amerikaans saxofonist en componist (overleden 1967)
- 1926 - Pieke Dassen, Nederlands poppenspeler (overleden 2007)
- 1926 - Joris Schouten, Nederlands landbouwvoorman en politicus (overleden 2021)
- 1928 - Leen van der Waal, Nederlands werktuigbouwkundige en (euro)politicus (overleden 2020)
- 1928 - Santiago Vernazza, Argentijns voetballer (overleden 2017)
- 1930 - Ray Charles, Amerikaans pianist en zanger (overleden 2004)
- 1930 - Don Edmunds, Amerikaans autocoureur (overleden 2020)
- 1930 - Albert Manent i Segimon, Catalaans schrijver, historiograaf en activist (overleden 2014)
- 1931 - Jim Packard, Amerikaans autocoureur (overleden 1960)
- 1932 - Víctor Jara, Chileens volkszanger en activist (overleden 1973)
- 1932 - Georg Keßler, Duits voetballer en voetbaltrainer
- 1934 - Per Olov Enquist, Zweeds auteur (overleden 2020)
- 1934 - Franc Rode, Sloveens curiekardinaal
- 1934 - Piet de Visser, Nederlands voetbaltrainer
- 1934 - Dick van den Polder, Nederlands voetballer en sportjournalist (overleden 2013)
- 1938 - Dick Buitelaar, Nederlands voetbaltrainer
- 1938 - Jean-Claude Mézières, Frans stripauteur (overleden 2022)
- 1938 - Romy Schneider, Oostenrijks actrice (overleden 1982)
- 1939 - Erik Petersen, Deens roeier
- 1940 - Hans Couzy, Nederlands militair bevelhebber (overleden 2019)
- 1940 - Brûni Heinke, Nederlands actrice (overleden 2025)
- 1943 - Julio Iglesias, Spaans zanger
- 1943 - Anders Kulläng, Zweeds rallyrijder (overleden 2012)
- 1943 - Antonio Tabucchi, Italiaans schrijver, vertaler en literatuurwetenschapper (overleden 2012)
- 1943 - Mark Tseitlin, Russisch-Israëlisch schaker (overleden 2022)
- 1943 - Martha Vonk-van Kalker, Nederlands politica (overleden 2022)
- 1944 - Roelof Veld, Nederlands atleet
- 1946 - Bernard Maris, Frans econoom, schrijver en journalist (overleden 2015)
- 1948 - Forrest Church, Amerikaans theoloog en predikant in het Unitaristisch Universalisme (overleden 2009)
- 1948 - Vera Nikolić, Joegoslavisch atlete (overleden 2021)
- 1949 - Enrique Castro González, Spaans voetballer (overleden 2018)
- 1949 - Dietmar Lorenz, Duits judoka (overleden 2021)
- 1949 - Bruce Springsteen, Amerikaans zanger en componist
- 1950 - Alexandre Adler, Frans historicus, politicoloog en journalist (overleden 2023)
- 1950 - Tim Keller, Amerikaans predikant (overleden 2023)
- 1951 - Jurriaan Andriessen, Nederlands beeldend kunstenaar, musicus, componist en schrijver (overleden 1991)
- 1951 - Harry Lubse, Nederlands voetballer
- 1953 - Åge Hareide, Noors voetballer en voetbalcoach
- 1955 - Patrick Birocheau, Frans tafeltennisser
- 1955 - Freddie Cavalli, Nederlands muzikant (overleden 2008)
- 1955 - Kees van Vliet, Nederlands priester
- 1956 - Paolo Rossi, Italiaans voetballer (overleden 2020)
- 1958 - Lita Ford, Brits zangeres en gitariste
- 1959 - Jason Alexander, Amerikaans acteur
- 1959 - Elizabeth Peña, Amerikaans actrice (overleden 2014)
- 1961 - Inocencio Miranda, Mexicaans atleet
- 1963 - Peter Prendergast, Jamaicaans voetbalscheidsrechter
- 1963 - Gabriele Reinsch, Oost-Duits atlete
- 1966 - Adama Niane, Frans acteur (overleden 2023)
- 1966 - Zsolt Petry, Hongaars voetbaldoelman en voetbalcoach
- 1966 - Berta Rojas, Paraguayaans gitariste
- 1966 - Alan Tabern, Brits darter
- 1967 - Patrick Dumee, Nederlands voetballer
- 1968 - Luca Rangoni, Italiaans autocoureur
- 1970 - Ani DiFranco, Amerikaans zangeres
- 1972 - Sam Bettens, Belgisch zanger
- 1972 - Jermaine Dupri, Amerikaans  platenproducent en rapper
- 1972 - Tom Van Hooste, Belgisch atleet
- 1972 - Julian Winn, Welsh wielrenner
- 1973 - Valentino Fois, Italiaans wielrenner (overleden 2008)
- 1974 - Matt Hardy, Amerikaans professioneel worstelaar
- 1976 - Robert James-Collier, Brits acteur
- 1977 - Jarno Van Mingeroet, Belgisch wielrenner
- 1978 - Ingrid Jacquemod, Frans alpineskiester
- 1979 - Patrice Bernier, Canadees voetballer
- 1979 - Fábio Simplício, Braziliaans voetballer
- 1980 - Dwight Thomas, Jamaicaans atleet
- 1981 - Robert Doornbos, Nederlands autocoureur
- 1981 - Natalie Horler, Duits zangeres (Cascada)
- 1981 - Helen Richardson, Brits hockeyster
- 1982 - Ryuichi Kiyonari, Japans motorcoureur
- 1982 - Shyla Stylez, Canadees pornoactrice (overleden 2017)
- 1982 - Gill Swerts, Belgisch voetballer
- 1983 - Tom De Cock, Belgisch radiopresentator
- 1983 - Wouter Decock, Belgisch atleet
- 1983 - Leinier Dominguez, Cubaans schaker
- 1983 - Krzysztof Jakubowski, Pools schaker
- 1983 - Emma Johansson, Zweeds wielrenster
- 1983 - Marcelo Melo, Braziliaans tennisser
- 1983 - Peter Mollez, Belgisch voetballer
- 1983 - Carly Piper, Amerikaans zwemster
- 1984 - Dylan Moscovitch, Canadees kunstschaatser
- 1984 - Marilyn Okoro, Brits atlete
- 1984 - Anneliese van der Pol, Nederlands-Amerikaans actrice en zangeres
- 1985 - Marijke Mettes, Nederlands paralympisch sportster
- 1985 - Evi Van Acker, Belgisch zeilster
- 1986 - Mansoer Isajev, Russisch judoka
- 1987 - Erik Janiš, Tsjechisch autocoureur
- 1987 - Rubenilson dos Santos da Rocha (Kanu), Braziliaans voetballer
- 1987 - Yu Kobayashi, Japans voetballer
- 1987 - Marcus Sandell, Fins alpineskiër
- 1988 - Dennis Krohne, Nederlands voetballer
- 1988 - Juan Martín del Potro, Argentijns tennisser
- 1988 - Julian Reid, Jamaicaans/Brits atleet
- 1991 - Bakhtiar Rahmani, Iraans voetballer
- 1991 - Kevin Vogt, Duits voetballer
- 1992 - Oguzhan Özyakup, Turks-Nederlands voetballer
- 1992 - Garth Rickards, Amerikaans autocoureur
- 1993 - Jayden Hadler, Australisch zwemmer
- 1993 - Jonathan Calleri, Argentijns voetballer
- 1993 - Miloš Milanović, Servisch voetbalscheidsrechter
- 1993 - Robin Pröpper, Nederlands voetballer
- 1994 - Rigino Cicilia, Curaçaos-Nederlands voetballer
- 1994 - Yerry Mina, Colombiaans voetballer
- 1995 - Jack Aitken, Brits-Koreaans autocoureur
- 1995 - Connor Roberts, Welsh voetballer
- 1996 - Kevin Bickner, Amerikaans schansspringer
- 1996 - Ingrid Landmark Tandrevold, Noors biatlete
- 1997 - Ralph Boschung, Zwitsers autocoureur
- 1997 - Augusto Fernández, Spaans motorcoureur
- 1997 - Anas Ouahim, Marokkaans-Duits voetballer
- 1998 - Mélanie Meillard, Zwitsers alpineskiester
- 1998 - Lowie van Zundert, Nederlands voetballer
- 1999 - Rui Andrade, Angolees autocoureur
- 1999 - Mille Gejl, Deens voetbalster
- 1999 - Vinchenzo Tahapary, Nederlands zanger
- 2001 - Famke Boonstra, Nederlands volleybalster
- 2002 - Nicola Marcerou, Frans wielrenner
- 2002 - Mathilde Rasmussen, Deens voetbalster
- 2003 - Mathys Rondel, Frans wielrenner

## Overleden

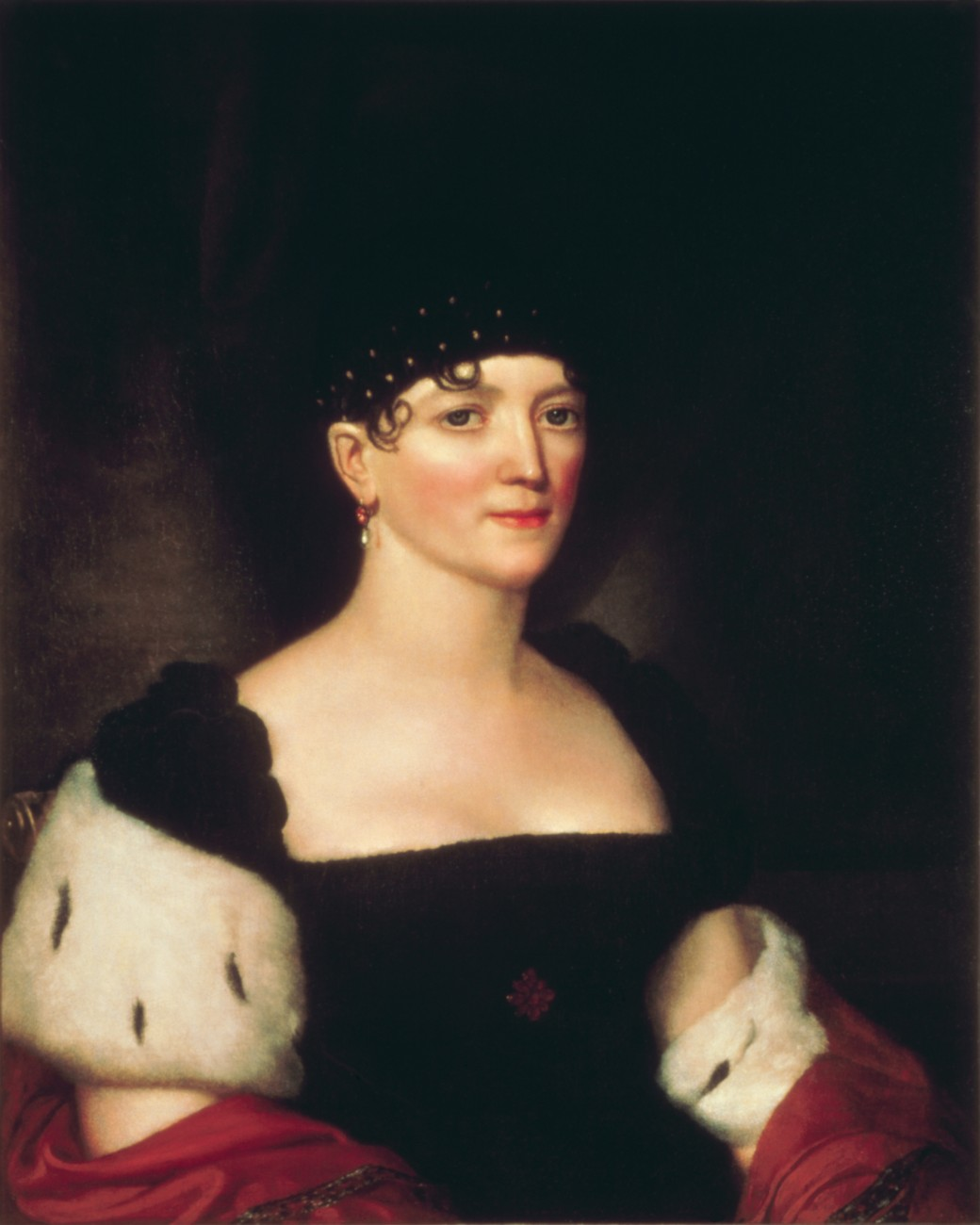
Elizabeth Kortright Monroe,
overleden in 1830

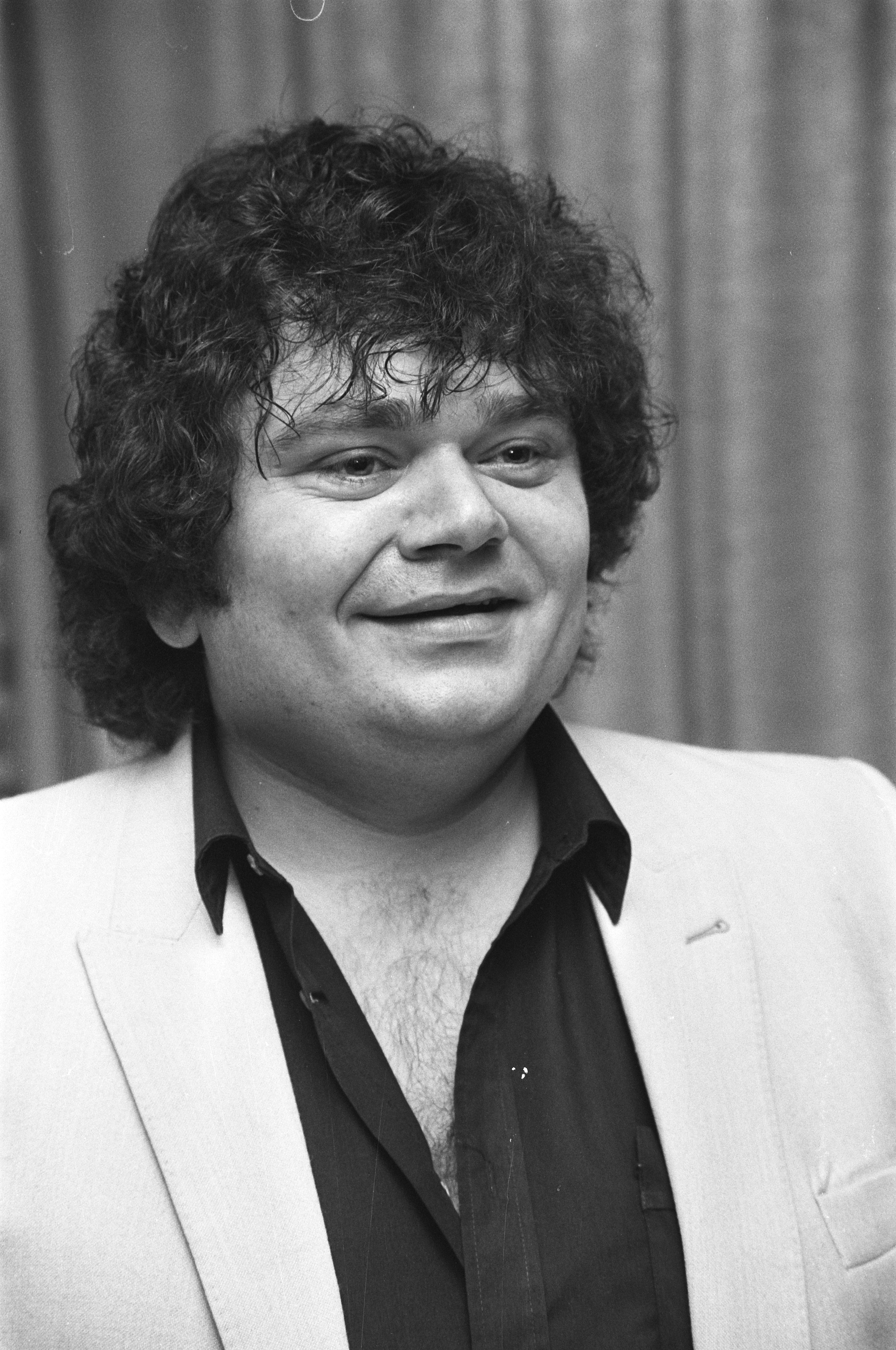
André Hazes,
overleden in 2004

- 704 - Adomnán (76), Iers abt en hagiograaf
- 1241 - Snorri Sturluson (62), IJslands historicus, dichter en politicus
- 1253 - Wenceslaus I van Bohemen (~48)
- 1419 - Johan II van Nassau-Wiesbaden-Idstein (~59), aartsbisschop en keurvorst van Mainz
- 1463 - Giovanni di Cosimo de' Medici (42), jongste zoon van Cosimo de Medici
- 1738 - Herman Boerhaave (59), Nederlands geneeskundige en geleerde
- 1828 - Richard Parkes Bonington (25), Engels kunstschilder
- 1830 - Elizabeth Kortright Monroe (62), Amerikaans first lady (echtgenote van president James Monroe)
- 1835 - Vincenzo Bellini (33), Italiaans componist
- 1850 - José Gervasio Artigas (86), Maximum Uruguayaanse nationale held
- 1870 - Prosper Mérimée (66), Frans schrijver
- 1882 - Friedrich Wöhler (82), Duits scheikundige
- 1885 - Carl Spitzweg (77), Duits kunstschilder en dichter
- 1886 - Thomas Webster (86), Engels kunstschilder
- 1887 - Victor Van den Bussche (63), Belgisch politicus
- 1889 - Wilkie Collins (65), Brits schrijver
- 1890 - Lorenz von Stein (74), Duits econoom en socioloog
- 1915 - Abraham Jacobus Wendel (88), Nederlands lithograaf en tekenaar
- 1917 - George Bernard O'Neill (89), Engels kunstschilder
- 1917 - Werner Voss (20), Duits gevechtspiloot
- 1934 - Lucien Gaudin (47), Frans schermer
- 1939 - Sigmund Freud (83), Oostenrijks psycholoog en psychiater
- 1960 - Josephine Marie Jeanne De Mol (86), Belgisch onderwijzeres, dichteres en componiste
- 1965 - Ivan Osiier (76), Deens schermer
- 1968 - Pater Pio (81), Italiaans kapucijner monnik en heilige
- 1968 - Piet van Senus (64), Nederlands zwemmer
- 1970 - Veno Pilon (74), Sloveens kunstschilder en fotograaf
- 1971 - Billy Gilbert (77), Amerikaans filmacteur
- 1972 - Gerard Boedijn (78), Nederlands componist en dirigent
- 1973 - Pablo Neruda (69), Chileens Nobelprijswinnend schrijver
- 1975 - René Thomas (89), Frans autocoureur
- 1981 - Dan George (82), Canadees acteur
- 1983 - Georges Vandenbergh (41), Belgisch wielrenner
- 1987 - Bob Fosse (60), Amerikaans danser, choreograaf en acteur
- 1987 - Erland van Lidth (34), Nederlands-Amerikaans acteur, worstelaar en operazanger
- 1994 - Robert Bloch (77), Amerikaans schrijver
- 1994 - Johannes van Damme (59), Nederlands zakenman
- 1994 - Severino Minelli (85), Zwitsers voetballer en voetbalcoach
- 1994 - Roelof Johannes van Pagée (78), Nederlands predikant
- 1997 - Dolf Brouwers (85), Nederlands komiek en operettezanger
- 1999 - Li Jong-ok (83), Noord-Koreaans staatsman
- 1999 - George C. Scott (72), Amerikaans acteur en regisseur
- 2000 - Jan Femer (57), Nederlands crimineel
- 2002 - Eduard Gufeld (66), Oekraïens- Amerikaans schaker, journalist en publicist
- 2004 - André Hazes (53), Nederlands volkszanger
- 2004 - Nigel Nicolson (87), Brits schrijver en politicus
- 2004 - Johann Scherz (72), Oostenrijks biljarter
- 2006 - Malcolm Arnold (84), Engels componist en trompettist
- 2009 - Paul B. Fay (91), Amerikaans politicus
- 2009 - Paul Suter (83), Zwitsers beeldhouwer
- 2009 - Pierre Van Halteren (98), Belgisch burgemeester van Brussel (1975-1983)
- 2013 - Óscar Espinosa Chepe (72), Cubaans diplomaat, econoom, journalist en dissident
- 2013 - Paul Kuhn (85), Duits pianist, bandleider en zanger
- 2013 - Hugo Raes (84), Belgisch schrijver
- 2013 - Stanisław Szozda (62), Pools wielrenner
- 2013 - Jerry Voré (83), Nederlands zanger
- 2013 - Ad Willemen (72), Nederlands kunstenaar
- 2015 - Walter Claeys (92), Belgisch politicus
- 2015 - Dragan Holcer (70), Joegoslavisch voetballer
- 2017 - Charles Bradley (68), Amerikaans zanger
- 2017 - Zoe Ann Olsen (86), Amerikaans schoonspringster
- 2018 - Charles Kao (84), Chinees wetenschapper en Nobelprijswinnaar
- 2020 - Juliette Gréco (93), Frans actrice en zangeres
- 2021 - Kjell Askildsen (91), Noors schrijver[9]
- 2021 - Pim Haak (87), Nederlands jurist
- 2021 - Jorge Liberato Urosa Savino (79), Venezolaans kardinaal[10]
- 2021 - Sue Thompson (96), Amerikaans pop- en countryzangeres
- 2021 - Nino Vaccarella (88), Italiaans autocoureur[11]
- 2022 - Jaak Dreesen (88), Belgisch schrijver en journalist
- 2022 - Louise Fletcher (88), Amerikaans actrice
- 2022 - Willy Soemita (86), Surinaams politicus
- 2022 - Jaroslav Zeman (86), Tsjechisch dirigent, componist en muziekpedagoog
- 2023 - Mar Bruinzeel (82), Nederlands muzikant
- 2023 - François Glorieux (91), Belgisch pianist en componist
- 2023 - Kees Holierhoek (81), Nederlands scenarioschrijver
- 2023 - Skadi Walter (59), Duits schaatsster
- 2024 - Amadou-Mahtar M'Bow (103), Senegalees politicus en bestuurder
- 2024 - Rien van Wijk (84), Nederlands regisseur en producer; bedenker Toppop

## Viering/herdenking

Nationale feestdag Saoedi-Arabië

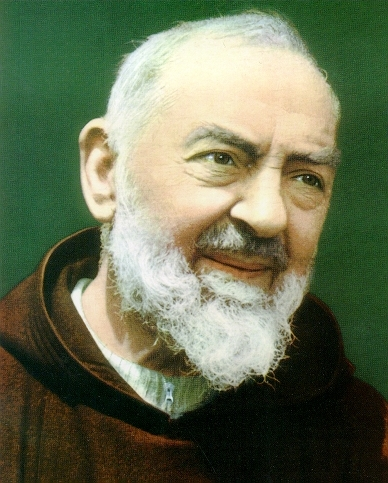
Pater Pio

- Saoedi-Arabië - Nationale feestdag
- Mabon, feestdag van de Kelten
- Rooms-Katholieke kalender:
  - Heilige Pater Pio (van Pietrelcina) († 1968) - Gedachtenis
  - Heilige Thecla (van Iconium) († eind 1e eeuw), patroon v.d. stervenden
  - Heilige Zacharias en Elisabet († c. 1e eeuw)
  - Heilige Constant(ius) (van Ancona) († 6e eeuw)
  - Heilige Linus († 76)
  - Heilige Adomnán († 704)
  - Heilige Raïssa (van Alexandrië) († 303/8)
  - Bisdom Hasselt: verjaardag wijding kathedraal- Feest (Hasselt)
- Dag van de biseksualiteit

## Weerextremen

### Nederland
| | Officiële records      | Officiële records | Officiële records |      | Landelijke records | Landelijke records | Landelijke records   |
| Gebeurtenis | Jaar                   | Extreem           | Locatie           | Jaar | Extreem            | Locatie            |                      |
| --- | ---------------------- | ----------------- | ----------------- | ---- | ------------------ | ------------------ | -------------------- |
| Laagste etmaalgemiddelde temperatuur (°C) | 1907                   | 8,6               | De Bilt           |      | 1928               | 5,9                | Maastricht           |
| Hoogste etmaalgemiddelde temperatuur (°C) | 1949, 1955, 1999, 2006 | 18,4              | De Bilt           |      | 1949, 2006         | 20,1               | Maastricht           |
| Laagste minimumtemperatuur (°C) | 1907                   | 1,1               | De Bilt           |      | 1907               | −0,8               | Maastricht           |
| Hoogste minimumtemperatuur (°C) | 1999                   | 15,6              | De Bilt           |      | 2006               | 17,7               | Vlissingen           |
| Laagste maximumtemperatuur (°C) | 2018                   | 10,9              | De Bilt           |      | 2018               | 10,8               | Deelen               |
| Hoogste maximumtemperatuur (°C) | 1955                   | 24,2              | De Bilt           |      | 1949               | 27,5               | Maastricht           |
| Hoogste uurgemiddelde windsnelheid (m/s) | 1953                   | 12,9              | De Bilt           |      | 1988               | 23,7               | Huibertgat, IJmuiden |
| Hoogste windstoot (m/s) | 1953                   | 20,1              | De Bilt           |      | 1988               | 30,4               | Huibertgat           |
| Langste zonneschijnduur (uur) | 2002                   | 10,8              | De Bilt           |      | 1997               | 11,4               | Vlissingen           |
| Langste neerslagduur (uur) | 1968                   | 10,2              | De Bilt           |      | 2004               | 13,8               | Maastricht           |
| Hoogste etmaalsom van de neerslag (mm) | 2010                   | 22,6              | De Bilt           |      | 1990               | 38,4               | De Kooy              |
| Laagste etmaalgemiddelde relatieve vochtigheid (%) | 1902                   | 63                | De Bilt           |      | 1934               | 54                 | Vlissingen           |
| Laagste uurwaarde luchtdruk op zeeniveau (hPa) | 1927                   | 984,7             | De Bilt           |      | 1927               | 980,8              | Vlissingen           |
| Hoogste uurwaarde luchtdruk op zeeniveau (hPa) | 1912                   | 1031,9            | De Bilt           |      | 1912               | 1033,2             | De Kooy              |
| Officiële records worden altijd gemeten op het KNMI-weerstation in De Bilt. Landelijke records kunnen worden gemeten op elk officieel KNMI-weerstation in Nederland. |                        |                   |                   |      |                    |                    |                      |

Uitzonderlijke gebeurtenissen
- 1909 - Laatste officiële warme dag van het jaar (maximumtemperatuur ≥ 20 °C in De Bilt)
- 1936 - Laatste officiële warme dag van het jaar (maximumtemperatuur ≥ 20 °C in De Bilt)
- 1955 - Laatste officiële warme dag van het jaar (maximumtemperatuur ≥ 20 °C in De Bilt)
- 1963 - Laatste officiële warme dag van het jaar (maximumtemperatuur ≥ 20 °C in De Bilt)
- 2007 - Laatste officiële warme dag van het jaar (maximumtemperatuur ≥ 20 °C in De Bilt)
- 2023 - Officieel laagste etmaalgemiddelde temperatuur in °C van september dit jaar gemeten in De Bilt: 13,4
- 2023 - Landelijk laagste etmaalgemiddelde temperatuur in °C van september dit jaar gemeten in Eindhoven en Ell: 12,3
- 2023 - Officieel laagste maximumtemperatuur in °C van september dit jaar gemeten in De Bilt: 17,7. Samen met 22 september

### België
Dagrecords
- 1872 - Laagste etmaalgemiddelde temperatuur 7,8 °C
- 1955 - Hoogste etmaalgemiddelde temperatuur 21,1 °C
- 1928 - Laagste minimumtemperatuur 1,6 °C
- 1895 - Hoogste maximumtemperatuur 26,8 °C
- 1932 - Hoogste etmaalsom van de neerslag 33,9 mm

Uitzonderlijke gebeurtenissen
- 1907 - Minimumtemperatuur −0,2 °C in Leopoldsburg. Dit is een zeer vroege vorst voor de Kempen.

<< · 1 · 2 · 3 · 4 · 5 · 6 · 7 · 8 · 9 · 10 · 11 · 12 · 13 · 14 · 15 · 16 · 17 · 18 · 19 · 20 · 21 · 22 · 23 · 24 · 25 · 26 · 27 · 28 · 29 · 30 · >>